# Почепская сотня
По́чепская со́тня — административно-территориальная и войсковая единица в составе малороссийского Стародубского полка, существовавшая в XVII—XVIII веках.
Центр — город Почеп.

## История
Почепская сотня была образована сразу после освобождения Малороссии от польского владычества, едва ли не в 1648 году, и существовала вплоть до расформирования Стародубского полка (1782).
При поляках Почеп с окружающими поселениями принадлежал стародубскому маршалку поляку Киерлу; при нём из крестьянского населения выделялась особая «казацкая корогва», отбывавшая «замковую послугу», то есть оберегавшая почепский «замок».
По изгнании поляков крестьянское население Почепской сотни постепенно распределилось на три группы: одна принадлежала «до двора гетманского», другая — «до ратуши почепской» и третья — жила в сёлах и деревнях «владельческих». Всех поселений в Почепской сотне было около 150; из них ровно половина была ратушных, около сорока — владельческих, а остальные принадлежали «на булаву». Разумеется, казаки, жившие в тех же поселениях, сюда не включались.
Почепская сотня была едва ли не самая большая в Малороссии по своему населению. Когда после Полтавской битвы Скоропадскому предстала необходимость одарить сподвижников Петра Великого за их заслуги по изгнанию шведов из Малороссии, наиболее ценный подарок нужно было назначить Меншикову, как наиболее отличившемуся в Мазепином деле — взятием Батурина. Такой ценный подарок представили собой две гетманские волости — Почепская и Ямпольская, которые и были отданы Меншикову в середине июля 1709 года. При этом были отданы все те поселения с их крестьянами, которые принадлежали «до двору гетманского» и «до ратуши почепской», то есть кроме казацких и владельческих. Владельческие поселения остались у прежних владельцев; остались свободными и казаки Почепской сотни.
Приняв в своё владение крестьян, Меншиков стал настаивать, чтобы отданы были ему и казаки всей сотни. Удовлетворение этой просьбы становилось в противоречие со всем складом народных понятий, по которым казак был синонимом свободного человека, обязанного только нести военную службу. И тем не менее, Скоропадский был вынужден исполнить просьбу Меншикова и отдать ему казаков Почепской сотни в такое же «послушание», каким обязаны были и крестьяне. 20 июня (1 июля) 1710 г. был выдан гетманский универсал об отдаче казаков «в державу и владение его княжой светлости» и об исключении их из «войсковой службы». Тогда же казаки были обложены денежным оброком наравне с крестьянами, с которыми вообще были полностью уравнены в отбывании повинностей.
Вся Почепщина стала рассматриваться как «удельное княжество» Меншикова. В этом «княжестве» прежде всего было обращено внимание на подати. Меншиковское сребролюбие довело цифры налогов до степени, небывалой в Малороссии. «Посольство» почепской сотни, платившее прежде годовой подати 600 руб. 31 коп., при Меншикове должно было ежегодно вносить по 4759 руб. 69 коп. За 12 лет
владения казаками с них было взято чистыми деньгами, не считая издельной работы и пользования казачьими лесами, 67808 руб. 13 алт. и 2 деньги.
Почепские казаки не сразу подчинились своей неволе и протестовали против попрания «войсковых вольностей»: собирали рады и измышляли средства для избавления от «послушания»; но из этого ничего не выходило, так как Меншиков был слишком могущественным, чтобы кто-либо осмелился замолвить слово за почепских казаков перед лицом царя, а иной власти над Меншиковым не существовало…
В результате разнообразных ухищрений, сопровождаемых безнаказанным насилием (см. Почепское межевание), Меншикову вскоре удалось примежевать к своей Почепской волости Бакланскую, Мглинскую и часть Стародубской сотни. При этом жалобы казаков на беззакония, творимые людьми Меншикова, стали столь многочисленны, что в 1721 году гетман Скоропадский наконец решился обратиться к Петру Великому, а тот поручил рассмотреть это дело Сенату, который издал указ о проверке проведённого межевания. Меншиков и его сторонники любыми средствами пытались препятствовать установлению правды.
Наконец, в апреле 1722 года Петр I повелел: «Учинить решение в сенате следующим образом: то, что дал гетман после Полтавской баталии кн. Меншикову и грамотою жалованною утверждено, быть за ним; а что зверх того примежовано и взято, гетману возвратить и послать нарочного, чтоб то розмежование учинил в правду; а которые ту лишную неправую межу учинили без указу, тем учинить яко нарушителем указу». Это решение не только приводило Почепскую волость к исходным границам, но и освобождало почепских казаков от власти Меншикова, возвращало бывших владельческих крестьян их прежним хозяевам. Однако вследствие смерти гетмана и бюрократических проволочек, фактическое претворение этого решения в жизнь затянулось на долгие годы.
В 1748 году, ввиду многочисленности населения, Почепская сотня была разделена на две, именуемые 1-я и 2-я Почепская.
С 1782 года, после упразднения полкового деления Малороссии, Почепская сотня вошла в Мглинский уезд.

## География и население
Почепская сотня занимала местность по верхнему течению реки Судости и по берегам её притоков — Немолодвы, Усы, Пса и Рога. Характерная особенность Почепской сотни заключается в мелкости её поселений: по значительному удалению от степной части Малороссии, население здешней местности не боялось татарских набегов и расселялось небольшими посёлками, между которыми почти не было больших сёл, но зато небольшими деревушками Почепская сотня была усеяна почти сплошь.

## Административное деление
Сотня подразделялась на несколько казачьих куреней. По состоянию на 1732 год, в Почепскую сотню входили следующие курени:
- городовой Почеповский (центр — г. Почеп)
- Роговский (центр — с. Рогово)
- Старосельский (с. Староселье)
- Старопочеповский (с. Старый Почеп)
- Чоповский (с. Чопово)
- Демьяновский (с. Демьяново)
- Дымовский (с. Дымово)
- Кучеевский (д. Кучеево)
- Ишовский (с. Ишово)
- Надинский (д. Надинка), позднее Доманицкий (с. Доманичи)
- Чемодановский (д. Чемоданово), позднее Глазовский (с. Глазово)

## Основные населённые пункты
- город Почеп;

- сёла: Синьково, Савлуково, Кашово, Барыки, Третьяки, Поповка, Шуморово, Садовичи, Норино, Клинок (Богословка), Ишово, Воробейна, Бабиничи, Сетолово, Доманичи, Красный Рог, Витовка, Пьяный Рог, Чопово, Старый Почеп (Почепище), Супрягино, Шаулино, Большая Деремна, Малая Деремна, Алексеевск, Глазово, Печня, Балыки, Демьяново, Подбелово, Рогово, Дымово, Лизогубовка, Тубольцы, Большое Староселье, Малое Староселье, Губастово, Ивашково, Стригово, Урянцы, Пучковка, Жуково, Калачово, Берёзовка, Карбовщина;

- деревни: Азарово, Попсуевка, Дмитрово, Подыменка, Горица, Елисеевичи (Лисеевичи), Макарово, Кучеево, Женск, Кобели, Рудня, Волжино, Муравка, Рукавичино, Никольщина, Савинки, Долбежи, Устинова, Шмотовка, Журавка, Надинка, Телеши, Бибики, Иллюшино, Тарутино, Хоробочи, Короткое, Анохово, Зеваки, Мехово, Колодня, Кугучево, Санники, Гвоздово, Болотихово, Ратная, Зикеево, Кульнево, Гнездиличи, Подузово, Рубча, Соколья, Ожоги, Косачи, Буда, Мощёная, Гнилица, Булашово, Игрушино, Емельяновка, Шленговка, Пониковка, Козорезовка, Рогозино, Морево, Житня, Хотиничи, Дадоровка, Кузнецы, Полянка, Курманово, Шиичи, Заполье, Польники, Пашково, Берёзовка, Битня, Коренево, Огородники, Близнецы, Беловское, Козаково, Лычово, Чемоданово, Котелки, Завалипутье, Надинка Лесовая, Рябцы, Козловка, Юскова Слобода, Трусовка, Вязовка, Бохаричи, Васьковичи, Малашово, Лободино, Селище, Брешковка, Дегтяная, Вышняя Злобинка, Нижняя Злобинка, Вяльки, Сотниково, Гущино, Ветошки, Шелудки, Свинуха, Вормино, Себеки, Писарева, Аксамитово, Карпово, Пушкари, Товбозин, Чернобабки, Машково, Жудилово, Борщов, Починок, Титовщина, Михновка, Казиловка;

- слобода Чернечая.

Ряд селений Почепской сотни, указанный в конце списков сёл и деревень, по одним документам значится в Почепской сотне, а по другим — в Бакланской. Меншиковское владение спутало точное разграничение этих двух сотен.

## Почепские сотники
- Петр Иванович Рославец, 1654—1657.
- Наум Григорьевич Ноздря, 1670, 1683—1684.
- Яков Федорович Кошанский, 1677.
- Авдей Иванович Рославец, 1669, 1672, 1678.
- Адам Байдак, 1687—1688.
- Осип Мартынович, 1692, 1700.
- Козьма Алфёров, 1702—1709.
- Лукьян Иванович Рославец, 1697, 1704—1709.
- Иван Михайлович Губчиц, 1710, 1722—1729.
- Иван Иванович Губчиц, 1735—1749.
- Василий Иванович Губчиц, 1749—1763.
- Алексей Данилович Дзевович, 1763—1769.
- Алексей Булашевич (1-й сотни) 1772.